# Trachea lobisemastis
Trachea lobisemastis là một loài bướm đêm trong họ Noctuidae.